# Bai Kamara
Morlai Bai Kamara Jr. (Bo Town, Sierra Leone, 2 december 1966) is een singer-songwriter uit Sierra Leone maar nu gevestigd in Brussel. 

## Biografie
Bai bracht zijn jeugd door in Sierra Leone. Allebei zijn ouders werkten voor de overheid en daardoor werd hij al op jonge leeftijd geconfronteerd met de realiteit van de Afrikaanse politiek. Dit thema is ook prominent in zijn huidige muziek.
Op 15-jarige leeftijd verhuisde Bai naar Engeland, waar hij verder naar school ging in Bath en Manchester. Hij schreef er ook zijn eerste songs. In 1990 verhuisde hij naar Brussel en koos voor een muzikale carrière in plaats van zijn handelsstudies voort te zetten.
De thema's van zijn muziek zijn sociale ongelijkheid, politieke en economische vluchtelingen, het milieu en persoonlijke relaties. Hij heeft gewerkt met Youssou N'Dour en The Refugee Voices voor een project van UNHCR. Hij werkt ook samen met Nader Hamid, een gitarist en singer-songwriter uit Irak.
In 2007 toerde Bai met Vaya Con Dios, en zij coverden een van zijn bekendste songs Substitute.
Hij schrijft en produceert ook voor andere artiesten. Hij is ambassadeur voor Amnesty International en heeft meerdere benefietconcerten voor hen georganiseerd en er gespeeld.

## Discografie
- 1996 Lay Your Body EP (Odex Protocol)
- 1998 Delivery Day (Odex Protocol)
- 2001 Living Room/Intrinsic Equilibrium (Bai Kamara Jr.)
- 2005 Urban Gipsy (Bai Kamara Jr.)
- 2007 Stoned Love Vol. 1 (15:15)
- 2008 Stoned Love Vol. 2 (15:15)
- 2010 Disposable Society
- 2012 This Is Home
- 2017 Bai kamara Jr Presents The Mystical Survivors and Some Rare Earthlings Vol 1
- 2020 Salone